# Élections législatives de 1986 dans le Val-d'Oise
Les élections législatives françaises de 1986 ont lieu le 16 mars. Dans le département du Val-d'Oise, neuf députés sont à élire dans le cadre d'un scrutin proportionnel par liste départementale à un seul tour.

## Élus
| Député élu              |  | Parti    |
| ----------------------- |  | -------- |
| Michel Coffineau        |  | PS       |
| Alain Richard           |  | PS       |
| Marie-France Lecuir     |  | PS       |
| Hélène Missoffe         |  | RPR      |
| Jean-Pierre Delalande   |  | RPR      |
| Jean-Philippe Lachenaud |  | UDF (PR) |
| Francis Delattre        |  | UDF (PR) |
| Yvon Briant             |  | FN       |
| Robert Montdargent      |  | PCF      |

À la suite de l'élection de Hélène Missoffe au Sénat, Jean Bardet la remplace, suivant de liste.

## Listes en présence

### Extrême gauche (LO)
| N° | Candidats      | Parti | Parti | Principales fonctions |
| -- | -------------- | ----- | ----- | --------------------- |
| 01 | Patrice Crunil |       | LO    | Ouvrier fraiseur      |
| 02 |                |       | LO    |                       |
| 03 |                |       | LO    |                       |
| 04 |                |       | LO    |                       |
| 05 |                |       | LO    |                       |
| 06 |                |       | LO    |                       |
| 07 |                |       | LO    |                       |
| 08 |                |       | LO    |                       |
| 09 |                |       | LO    |                       |
|    |                |       |       |                       |
| 10 |                |       | LO    |                       |
| 11 |                |       | LO    |                       |

### Extrême gauche (MPPT)
| N° | Candidats                | Parti | Parti | Principales fonctions                                |
| -- | ------------------------ | ----- | ----- | ---------------------------------------------------- |
| 01 | Marc Gauquelin           |       | MPPT  | Architecte                                           |
| 02 | Patrick Lefèvre          |       | MPPT  | Employé communal à Bouffémont                        |
| 03 | Michèle Singer           |       | MPPT  | Institutrice, Cergy                                  |
| 04 | Yves Sartori             |       | MPPT  | Employé à la CAF                                     |
| 05 | Raymond Graziani         |       | MPPT  | Professeur au LEP de Beaumont-sur-Oise               |
| 06 | André Thiébaut           |       | MPPT  | Ouvrier métallurgiste à Argenteuil                   |
| 07 | Dominique Lofé           |       | MPPT  | Élève instituteur à l'École normale de Cergy         |
| 08 | Liliane Tarost           |       | MPPT  | Contrôleuse en électronique, Saint-Leu-la-Forêt      |
| 09 | Patrick Biren            |       | MPPT  | Infirmier psychiatrique à l'hôpital de Moisselles    |
|    |                          |       |       |                                                      |
| 10 | Carlos Alberto Mira Pena |       | MPPT  | Agent des Travaux publics de l'État, Villiers-le-Bel |
| 11 | Claude Sifflet           |       | MPPT  | Instituteur, Ermont                                  |

### Parti communiste français
| N° | Candidats             | Parti | Parti | Principales fonctions                                                  |
| -- | --------------------- | ----- | ----- | ---------------------------------------------------------------------- |
| 01 | Robert Montdargent    |       | PCF   | Député sortant et maire d'Argenteuil                                   |
| 02 | Robert Hue            |       | PCF   | Conseiller régional et maire de Montigny-lès-Cormeilles                |
| 03 | Henry Canacos         |       | PCF   | Ancien député et ancien maire de Sarcelles                             |
| 04 | Marie-Claude Beaudeau |       | PCF   | Sénatrice, conseillère générale et conseillère municipale de Sarcelles |
| 05 | Jacques Leser         |       | PCF   | Conseiller général et maire de Bezons                                  |
| 06 | Monique Blotin        |       | PCF   | Infirmière                                                             |
| 07 | Gérard Cunis          |       | PCF   | Conseiller municipal de Cergy                                          |
| 08 | Robert Lebastard      |       | PCF   | Conseiller général et maire de Persan                                  |
| 09 | Michel Vallade        |       | PCF   | Maire de Pierrelaye                                                    |
|    |                       |       |       |                                                                        |
| 10 | Daniel Maisch         |       | PCF   |                                                                        |
| 11 | Gérard Lebon          |       | PCF   |                                                                        |

### Majorité présidentielle (PS-MRG)
| N° | Candidats           | Parti | Parti | Principales fonctions                                   |
| -- | ------------------- | ----- | ----- | ------------------------------------------------------- |
| 01 | Michel Coffineau    |       | PS    | Député sortant et maire de Bouffémont                   |
| 02 | Alain Richard       |       | PS    | Député sortant et maire de Saint-Ouen-l'Aumône          |
| 03 | Marie-France Lecuir |       | PS    | Députée sortante et conseillère municipale d'Ermont     |
| 04 | Christian Ravidat   |       | PS    | Adjoint au maire de Montigny-les-Cormeilles             |
| 05 | Henri Kaminska      |       | PS    | Adjoint au maire d'Argenteuil                           |
| 06 | Isabelle Massin     |       | PS    | Conseillère générale et conseillère municipale de Cergy |
| 07 | Jean-François Lesne |       | PS    | Adjoint au maire de Garges-lès-Gonesse                  |
| 08 | Marie-Jeanne Lafont |       | PS    | Conseillère municipale de Sarcelles                     |
| 09 | Louis Demay         |       | PS    | Conseiller municipal de Franconville                    |
|    |                     |       |       |                                                         |
| 10 | Marco Reffo         |       | PS    | Butry-sur-Oise                                          |
| 11 | Jean Driollet       |       | PS    | Maire de Domont                                         |

### Divers gauche
| N° | Candidats    | Parti | Parti | Principales fonctions             |
| -- | ------------ | ----- | ----- | --------------------------------- |
| 01 | Guy Guioubly |       | DVG   | Conseiller municipal de Sarcelles |
| 02 |              |       | DVG   |                                   |
| 03 |              |       | DVG   |                                   |
| 04 |              |       | DVG   |                                   |
| 05 |              |       | DVG   |                                   |
| 06 |              |       | DVG   |                                   |
| 07 |              |       | DVG   |                                   |
| 08 |              |       | DVG   |                                   |
| 09 |              |       | DVG   |                                   |
|    |              |       |       |                                   |
| 10 |              |       | DVG   |                                   |
| 11 |              |       | DVG   |                                   |

### Écologiste
| N° | Candidats          | Parti | Parti | Principales fonctions |
| -- | ------------------ | ----- | ----- | --------------------- |
| 01 | Michel Alborghetti |       | ECO   | Gérant de société     |
| 02 |                    |       | ECO   |                       |
| 03 |                    |       | ECO   |                       |
| 04 |                    |       | ECO   |                       |
| 05 |                    |       | ECO   |                       |
| 06 |                    |       | ECO   |                       |
| 07 |                    |       | ECO   |                       |
| 08 |                    |       | ECO   |                       |
| 09 |                    |       | ECO   |                       |
|    |                    |       |       |                       |
| 10 |                    |       | ECO   |                       |
| 11 |                    |       | ECO   |                       |

### Union pour la démocratie française
| N° | Candidats                | Parti | Parti    | Principales fonctions                                                          |
| -- | ------------------------ | ----- | -------- | ------------------------------------------------------------------------------ |
| 01 | Jean-Philippe Lachenaud  |       | UDF-PR   | Conseiller général et maire de Pontoise                                        |
| 02 | Francis Delattre         |       | UDF-PR   | Conseiller général, vice-président du conseil général et maire de Franconville |
| 03 | François Froment-Meurice |       | UDF-CDS  | Adjoint au maire de Montmorency                                                |
| 04 | Monique Derungs          |       | UDF      | Chef d'entreprise, Enghien                                                     |
| 05 | François Scellier        |       | UDF-Rad. | Conseiller général et maire de Saint-Gratien                                   |
| 06 | Maurice Gigoi            |       | UDF-PR   | Conseiller général et maire d'Ézanville                                        |
| 07 | Francoise Laroche        |       | UDF      | Conseillère municipale de Saint-Ouen-l'Aumône                                  |
| 08 | Léon Duval               |       | UDF      | Conseiller municipal d'Argenteuil                                              |
| 09 | Jean-Pierre Urviez       |       | UDF-CDS  | Adjoint au maire de Sarcelles                                                  |
|    |                          |       |          |                                                                                |
| 10 | Brigitte Lemoine         |       | UDF      | Maire de Champagne-sur-Oise                                                    |
| 11 | Henri Maingon            |       | UDF-Rad. | Adjoint au maire d'Herblay                                                     |

### Rassemblement pour la République
| N°                                                       | Candidats                | Parti | Parti | Principales fonctions                                                                         |
| -------------------------------------------------------- | ------------------------ | ----- | ----- | --------------------------------------------------------------------------------------------- |
| 01                                                       | Hélène Missoffe          |       | RPR   | Députée sortante (1), conseillère régionale et vice-présidente du conseil régional            |
| 02                                                       | Jean-Pierre Delalande    |       | RPR   | Adjoint au maire d'Herblay, ancien député et conseiller régional                              |
| 03                                                       | Jean Bardet              |       | RPR   | Conseiller général, vice-président du conseil général et adjoint au maire du Plessis-Bouchard |
| 04                                                       | James Bourgeois          |       | RPR   | Conseiller général, vice-président du conseil général et conseiller municipal de Domont       |
| 05                                                       | François Longchambon     |       | RPR   | Conseiller général et conseiller municipal de Montmorency                                     |
| 06                                                       | Jean-Marie Chaussonnière |       | RPR   | Adjoint au maire de Cergy                                                                     |
| 07                                                       | Annette Porada           |       | RPR   | Première adjointe au maire de Franconville                                                    |
| 08                                                       | Thierry Gallois          |       | RPR   | Conseiller municipal d'Argenteuil                                                             |
| 09                                                       | Françoise Pinson         |       | RPR   | Conseillère municipale de Beaumont                                                            |
|                                                          |                          |       |       |                                                                                               |
| 10                                                       | Rémy Hervin              |       | RPR   | Maire de Bellefontaine                                                                        |
| 11                                                       | Dominique Grimbert       |       | RPR   | Adjoint au maire d'Ézanville                                                                  |
| (1) Députée sortante de la 24e circonscription de Paris. |                          |       |       |                                                                                               |

### Divers droite
| N° | Candidats   | Parti | Parti | Principales fonctions          |
| -- | ----------- | ----- | ----- | ------------------------------ |
| 01 | Michel Guay |       | DVD   | Conseiller municipal d'Enghien |
| 02 |             |       | DVD   |                                |
| 03 |             |       | DVD   |                                |
| 04 |             |       | DVD   |                                |
| 05 |             |       | DVD   |                                |
| 06 |             |       | DVD   |                                |
| 07 |             |       | DVD   |                                |
| 08 |             |       | DVD   |                                |
| 09 |             |       | DVD   |                                |
|    |             |       |       |                                |
| 10 |             |       | DVD   |                                |
| 11 |             |       | DVD   |                                |

| N° | Candidats        | Parti | Parti | Principales fonctions |
| -- | ---------------- | ----- | ----- | --------------------- |
| 01 | Jean-Louis Guiet |       | DVD   |                       |
| 02 |                  |       | DVD   |                       |
| 03 |                  |       | DVD   |                       |
| 04 |                  |       | DVD   |                       |
| 05 |                  |       | DVD   |                       |
| 06 |                  |       | DVD   |                       |
| 07 |                  |       | DVD   |                       |
| 08 |                  |       | DVD   |                       |
| 09 |                  |       | DVD   |                       |
|    |                  |       |       |                       |
| 10 |                  |       | DVD   |                       |
| 11 |                  |       | DVD   |                       |

### Extrême droite (FN-CNI)
| N° | Candidats   | Parti | Parti | Principales fonctions |
| -- | ----------- | ----- | ----- | --------------------- |
| 01 | Yvon Briant |       | CNI   | Entrepreneur          |
| 02 |             |       | FN    |                       |
| 03 |             |       | FN    |                       |
| 04 |             |       | FN    |                       |
| 05 |             |       | FN    |                       |
| 06 |             |       | FN    |                       |
| 07 |             |       | FN    |                       |
| 08 |             |       | FN    |                       |
| 09 |             |       | FN    |                       |
|    |             |       |       |                       |
| 10 |             |       | FN    |                       |
| 11 |             |       | FN    |                       |

## Résultats

### Résultats à l'échelle du département
| Liste Parti politique | Liste Parti politique                                                                                                  | Tête de liste           | Tour unique | Tour unique | Sièges |
| Liste Parti politique | Liste Parti politique                                                                                                  | Tête de liste           | Voix        | %           | Sièges |
| --------------------- | --- | ----------------------- | ----------- | ----------- | ------ |
|                       | Pour une majorité de progrès avec le président de la République Parti socialiste (MRG)                                 | Michel Coffineau        | 126 584     | 31,29       | 3      |
|                       | Liste RPR pour l'avenir du Val-d'Oise Rassemblement pour la République                                                 | Hélène Missoffe         | 80 048      | 19,79       | 2      |
|                       | Liste UDF Confiance Renouveau Union pour la démocratie française (PR - CDS - Rad)                                      | Jean-Philippe Lachenaud | 68 153      | 16,85       | 2      |
|                       | Liste de Rassemblement national présentée par le Front national Front national (CNI)                                   | Yvon Briant             | 50 638      | 12,52       | 1      |
|                       | Liste pour le Val-d'Oise présentée par le Parti communiste français Parti communiste français                          | Robert Montdargent      | 47 734      | 11,80       | 1      |
|                       | Val-d'Oise Écologie Divers écologiste                                                                                  | Michel Alborghetti      | 11 425      | 2,82        | 0      |
|                       | ? Divers droite | Michel Guay             | 7 165       | 1,77        | 0      |
|                       | Union de l'opposition du Val-d'Oise Divers droite                                                                      | Jean-Louis Guiet        | 4 412       | 1,09        | 0      |
|                       | Liste du Mouvement pour un parti des travailleurs Val-d'Oise Extrême gauche (Mouvement pour un parti des travailleurs) | Marc Gauquelin          | 4 247       | 1,05        | 0      |
|                       | Avenir Val-d'Oise Divers gauche                                                                                        | Guy Guioubly            | 2 161       | 0,53        | 0      |
|                       | Liste Lutte ouvrière Lutte ouvrière                                                                                    | Patrice Crunil          | 1 979       | 0,49        | 0      |
|                       | |                         |             |             |        |
| Inscrits              | Inscrits | Inscrits                | 560 907     | 100,00      | 9      |
| Abstentions           | Abstentions | Abstentions             | 143 328     | 25,55       |        |
| Votants               | Votants | Votants                 | 417 579     | 74,45       |        |
| Blancs et nuls        | Blancs et nuls | Blancs et nuls          | 13 033      | 3,12        |        |
| Exprimés              | Exprimés | Exprimés                | 404 546     | 96,88       |        |